# Craonnelle
Craonnelle település Franciaországban, Aisne megyében. Lakosainak száma 118 fő (2022. január 1.). Craonnelle Beaurieux, Bouconville-Vauclair, Craonne, Oulches-la-Vallée-Foulon és Pontavert községekkel határos.

## Népesség
A település népességének változása:
| Lakosok száma | 89   | 80   | 97   | 100  | 109  | 120  | 117  | 115  | 114  | 118  |
|               | 1968 | 1982 | 1990 | 2006 | 2011 | 2016 | 2017 | 2019 | 2020 | 2022 |